# Terminal Fluvial do Terreiro do Paço

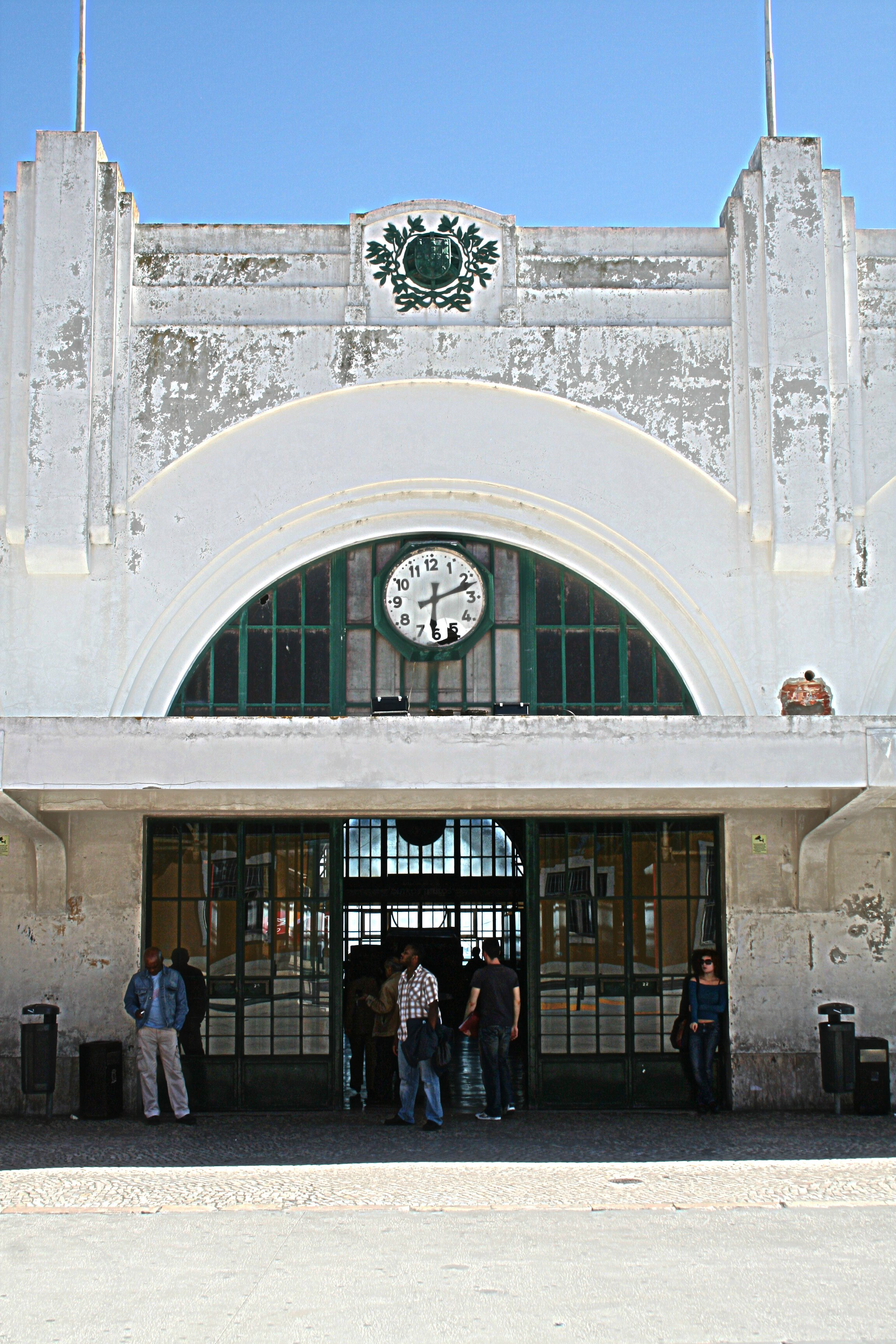
Entrada principal, em 2009

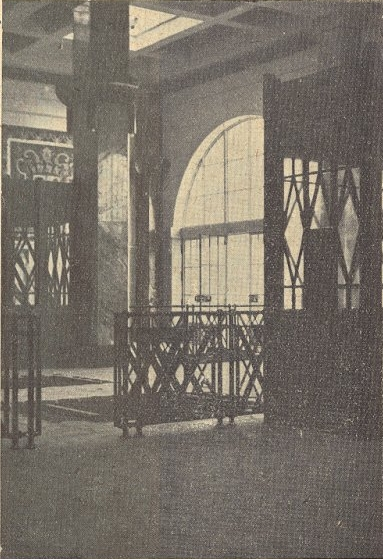
Interior do edifício em 1932, ainda antes da inauguração

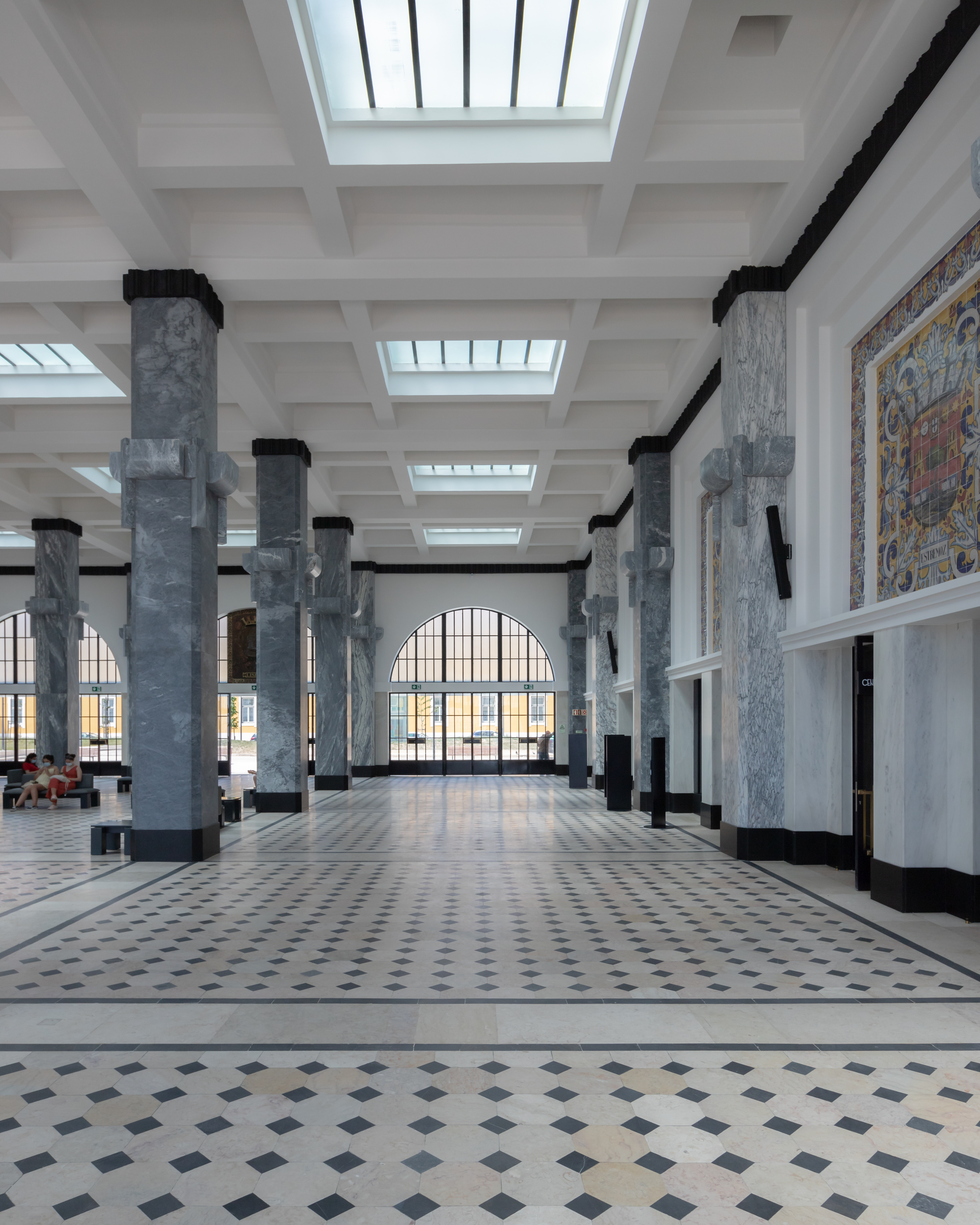
Interior do edifício em 2021, após obras de recuperação

O Terminal Fluvial Sul e Sueste, originalmente denominada Estação do Sul e Sueste, situa-se na cidade de Lisboa, em Portugal. Foi construída após um longo período de planeamento, durante o qual foram apresentadas várias propostas para a sua forma e localização, tendo sido por exemplo delineada como uma estação completa ferroviária e fluvial, como parte do plano abandonado para uma linha férrea entre Santa Apolónia e o Cais do Sodré. Foi inaugurada em 28 de Maio de 1932, sendo nessa altura considerada como uma extensão dos comboios com origem e destino no Barreiro, na atual Linha do Alentejo. Em Novembro de 2019, o município iniciou um profundo plano de reabilitação da zona marginal junto à Praça do Comércio, que incluía a requalificação do edifício da estação.

## Descrição

### Localização
O Terminal Fluvial do Terreiro do Paço está localizada junto à Praça do Comércio, no centro da cidade de Lisboa, tendo acesso pela Avenida Infante Dom Henrique.

### Descrição física

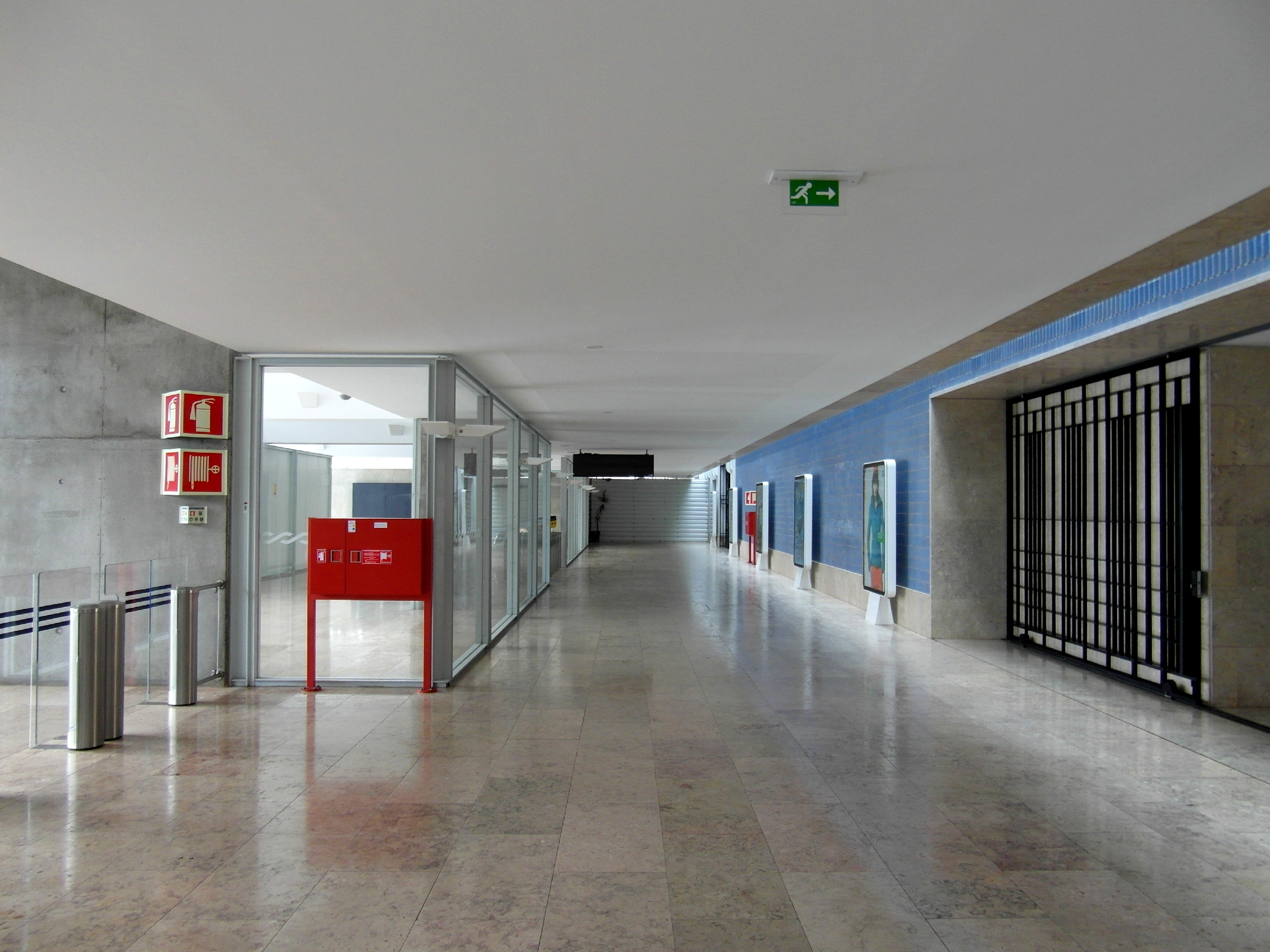
Interior da estação, em 2012

Este edifício foi projetado por Cottinelli Telmo, no estilo Art Déco, sendo considerada como um exemplo da abertura ao modernismo internacional.
De concepção inovadora, demonstrou as capacidades constructivas do betão armado, ao usar uma estrutura que deixou livres a fachada e a planta, e uma composição em volumes elementares, com uma superfície plana e grandes superfícies de vidro, onde se relevava a quadrícula rigorosa na estrutura. A sua composição é formalmente pesada, ambígua e incaracterística, apresentando algumas reminiscências de Art Déco, aspectos normalmente utilizados por Cottinelli Telmo. O átrio tinha pilares misulados revestidos a mármore, e uma sanca percorrida por um friso denticulado; as serralharias usavam uma ornamentação do tipo geométrico, com círculos, ziguezagues, diagonais e triângulos recortados, estilo que se repetia nos mosaicos das paredes e na caixilharia das janelas das bilheteiras, que eram rematadas por frontões escalonados. Uma vez que foi inaugurado para servir como terminal de Lisboa dos comboios das regiões Sul e Sueste de Portugal, o vestíbulo de entrada foi decorado com painéis de azulejos de algumas das principais estações ferroviárias naquelas regiões: Faro, Lagos, Silves, Portimão, Setúbal, Évora, Estremoz, e Portalegre. Também estavam representados os brasões da cidade de Lisboa, e das capitais dos distritos servidos por caminho de ferro. Todos os materiais utilizados originalmente no edifício foram de origem nacional, incluindo os mármores, vindos de Vila Viçosa, o cimento, e os azulejos.

### Enquadramento
Faz parte de um conjunto de quatro estações ferroviárias no centro de Lisboa, terminais das ligações radiais:
- Lisboa - Santa Apolónia (terminal da Linha do Norte - suburbana, regional, intercidades, internacional)
- Lisboa - Rossio (terminal da Linha de Sintra - suburbana)
  - a montante: Campolide-A (terminal da Linha do Sul)
- Lisboa - Cais do Sodré (terminal da Linha de Cascais - suburbana)
- Lisboa - Sul e Sueste (terminal da Linha do Alentejo - suburbana, fluvial)

Estes quatro terminais encontram-se ligados entre si por intermédio de carreiras de transportes urbanos, operadas pela Carris e pelo Metro:
- Santa Apolónia ⇄ Sul e Sueste: Carris (206, 210, 728, 735, 759, 781, 782, 794) e Metro (Linha Azul)
- Santa Apolónia ⇄ Rossio: Carris (206, 759, 794) e Metro (Linha Azul)
- Santa Apolónia ⇄ Cais do Sodré: Carris (206, 210, 706, 735, 781, 782)
- Sul e Sueste ⇄ Rossio: Carris (206, 759, 794) e Metro (Linha Azul)
- Sul e Sueste ⇄ Cais do Sodré: Carris (206, 210, 735, 781, 782)
- Rossio ⇄ Cais do Sodré: Carris (206, 207, 736) e Metro (Linha Verde)

## Serviços
É a única estação ferroviária projetada para não dar serviço a comboios, nem de passageiros nem de mercadorias; esta situação deriva do facto de, durante muitos anos, as linhas ferroviárias do Sul de Portugal terem o seu término na cidade do Barreiro, necessitando de uma ligação a Lisboa por via fluvial.
Esta interface é utilizada por serviços frequentes de navios catamaran entre Lisboa e o Barreiro, cujo terminal rodo-ferro-fluvial permite a ligação a Setúbal e Praias do Sado Apeadeiro.
No seu exterior, conta com ligação a diversos autocarros da Carris, bem como ao Metropolitano de Lisboa.

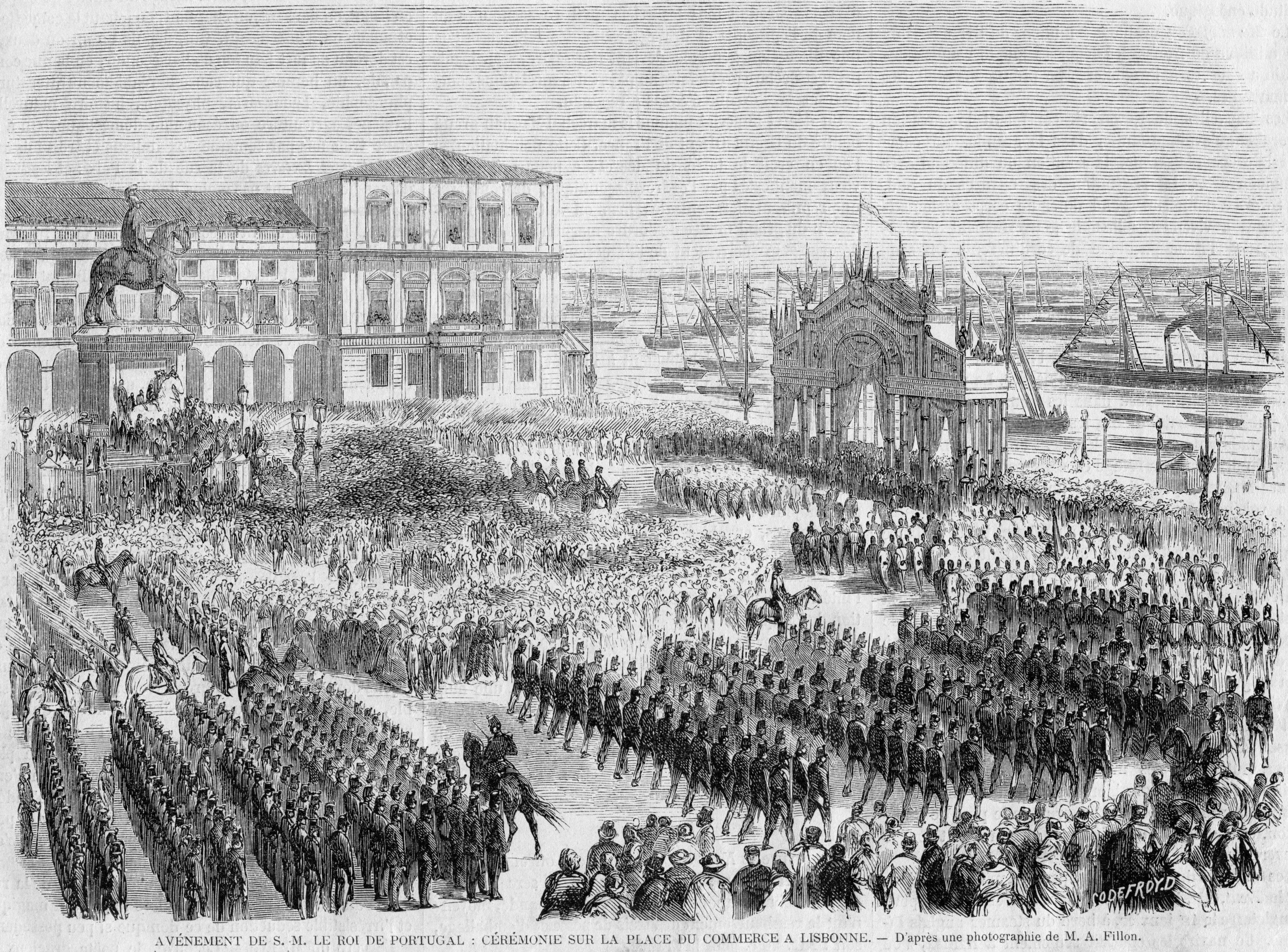
Praça do Comércio, em 1862

## História

### Planeamento e construção

#### Estação provisória
Uma carta de lei de 24 de Novembro de 1837 autorizou a celebração de um contrato com a Companhia de Navegação do Tejo e Sado, para o transporte fluvial entre Lisboa e várias localidades ao longo do Rio Tejo, incluindo na Margem Sul, ficando a empresa obrigada a instalar as pontes e cais nos locais necessários. A concessão foi de quinte anos, tendo em 29 de Dezembro de 1851, foi aberto o concurso para uma nova concessão, que foi renovada em 1852 por outros quinze anos. Uma das cláusulas do novo contrato determinou que a ponte dos vapores que existia na Praça do Comércio podia ser removida, se tal fosse necessário por motivos estéticos em relação à Praça. Entretanto, em meados do século XIX, D. Luís I lançou um projecto para construir uma grande interface ferroviária e fluvial em Lisboa, na qual convergiriam os caminhos de ferro da Europa, e os barcos para o Continente Americano. Em 16 de Março de 1853, foi nomeada uma comissão executiva para estudar este empreendimento, que concluiu que a estação principal deveria ficar junto à Rocha do Conde de Óbidos, com uma interface intermédia junto à Alfândega, no Terreiro do Paço. Após várias propostas para a alteração da localização da estação principal, esta foi situada oficialmente pelo governo em 8 de Março de 1854, junto ao Cais dos Soldados. Em Junho de 1862, foi apresentado um projecto para a estação definitiva, e para uma zona portuária de mercadorias e as correspondentes ligações ferroviárias, ao longo da margem do Rio Tejo, até à Alfândega. A Estação de Lisboa-Santa Apolónia foi inaugurada no dia 1 de Maio de 1865.
Nessa altura, foi contratada a construção de uma rede ferroviária entre a Margem Sul e o Alentejo, dividido em duas partes; a primeira, do Barreiro a Vendas Novas, com um ramal para Setúbal, foi entregue à Companhia Nacional de Caminhos de Ferro ao Sul do Tejo e entrou ao serviço em 1861. No entanto, a empresa acabou por ser nacionalizada, e em 1864 as suas linhas foram entregues à gestão da Companhia dos Caminhos de Ferro do Sueste, que era responsável pela construção pela segunda parte da rede até ao Alentejo, correspondente aos lanços de Vendas Novas a Évora e Beja. O novo contrato com a Companhia do Sueste, assinado em 11 de Junho de 1864, obrigava a Companhia a assegurar o transporte fluvial entre o Barreiro e Lisboa, e a construir, no prazo de quatro anos, uma estação fluvial no terreno público entre o Boqueirão do Corpo Santo e a Praça dos Remolares. Entretanto, já desde 1862 que existia serviço fluvial no Barreiro, em conjugação com a Companhia de Navegação, uma vez que ainda tinha a exclusividade até 1867. Em 1869, a Companhia do Sueste também foi nacionalizada, não tendo chegado a construir a estação fluvial em Lisboa, pelo que continuou a ser utilizada o antigo cais da Companhia de Navegação na Praça do Comércio.
A estação provisória do Sul e Sueste, situada na Praça do Comércio, em frente da capitania e do torreão do Ministério da Guerra, era uma estrutura muito pobre, consistindo essencialmente num barracão de madeira e ferro, assente sobre estacaria. Durante a chefia da rede do Sul e Sueste pelo engenheiro João Pedro Tavares Trigueiros, até 1880, a estação foi profundamente modificada, tendo a estacaria de madeira sido substituída por uma de ferro, e foram cravados os cilindros de encosto dos navios. Porém, este edifício revelou-se demasiado pequeno para o movimento, tinha problemas de insalubridade, e era desconfortável para os utentes, além que as suas condições criavam dificuldades na atracagem dos barcos.
Um dos serviços que tinham início no cais do Terreiro do Paço eram os vapores de rodas, que faziam viagens primeiro apenas até Belém, e depois até Cascais, sendo nessa altura um importante meio de transporte entre aquela vila e a capital. Estes vapores acabaram por se extinguir quando foi concluída a Linha de Cascais.

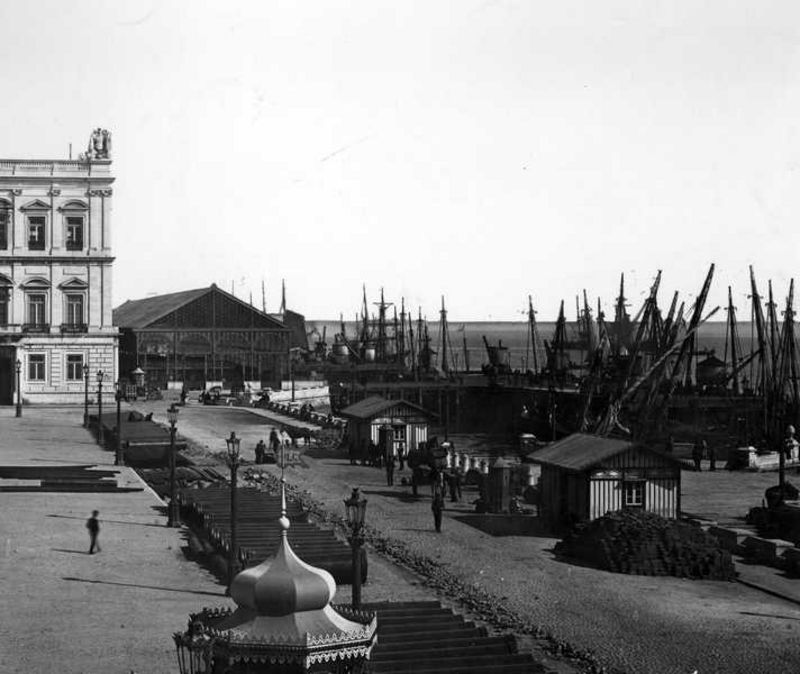
Praça do Comércio, em 1889

#### Planeamento do edifício definitivo

##### Primeira fase: 1885-1921
Na transição para o século XX, iniciou-se um programa geral de melhoramento dos acessos ferroviários da Margem Sul até Lisboa, que incluía a nova estação fluvial em Lisboa, uma linha do Barreiro até Cacilhas, e a aquisição de novas embarcações.
Entretanto, prosseguiu o projecto para uma linha férrea marginal ao longo do Rio Tejo, e quando se fez o plano geral das obras do Porto de Lisboa, em 1885, projectou-se a estação fluvial do Sul e Sueste em frente do torreão oriental da Praça do Comércio, com acesso directo ao rio e à doca da Alfândega, e um apeadeiro na linha marginal. Em 1897, a Companhia Real dos Caminhos de Ferro Portugueses retomou a ideia de construir uma estação de grandes dimensões no Cais do Sodré, tendo uma comissão sido formada em Junho desse ano para estudar o local onde devia ser instalada; no entanto, a comissão indicou um sítio diferente, no terrapleno em frente da Alfândega, com uma zona para mercadorias contígua à estação, ou no muro Norte e rampa Leste da doca do Terreiro do Trigo. Em 1898, foi formada uma nova comissão, que confirmou que a estação definitiva devia ficar na zona Oeste do terrapleno, em frente da Alfândega, e que a gare provisória devia continuar a ser utilizada enquanto não fosse concluída a definitiva. Estas conclusões tiveram um parecer favorável do Conselho Superior de Obras Públicas, e foram aprovadas por um despacho ministerial de 21 de Dezembro de 1898. Entretanto, em 14 de Julho de 1899 foi publicada uma lei que formou a Administração dos Caminhos de Ferro do Estado, organização que gozava de uma certa autonomia, e que dispunha de um fundo especial para apoiar o desenvolvimento dos caminhos de ferro; o engenheiro José Fernando de Sousa, que foi vogal e secretário daquele órgão, promoveu a construção da estação definitiva no local indicado, e a realização de vários melhoramentos na provisória uma vez que se previa que a sua substituição iria ser demorada; com efeito, só cerca de trinta anos depois é que foi inaugurada a estação definitiva. Desta forma, foi construído uma marquesa à frente do edifício e um armazém anexo para as mercadorias, e alargada a testa de ponte, para permitir duas escadas para entrada e saída simultâneas, uma à proa e outra à ré.
No local da estação definitiva, faltava reedificar o muro do cais acostável, que tinha caído em 1897, tendo uma sentença arbitral de 1902 ordenado a sua reconstrução sobre enrocamento, com a crista à cota +1 m, deixando portanto de ser acostável, e servindo apenas de revestimento ao aterro do terrapleno. Em Setembro de 1902, o engenheiro Manoel da Costa Serrão já tinha sido nomeado para elaborar o ante-projecto para a estação do Sul e Sueste. No seu projecto para o muro, propôs a construção com um enrocamento na cota -2,5 m, e duas recravas para os desembarcadouros flutuantes de dois vapores, ficando o fundo especial responsável pelos custos de aumento do muro, que tinham ficado orçados em 40 contos pela empresa Hersent, que tinha construído o muro original. No entanto, o Conselho Superior de Obras Públicas objectou-se a estas mudanças no seu parecer de 1903, pelo que o muro não ficou em condições de ser acostável, pelo que só se poderia aproveitar com desembarcadouros flutuantes, ou com a instalação de uma grande estacada à frente, onde poderiam atracar vapores de grandes dimensões. Em 1904, foi ordenada a elaboração de um novo projecto para a estação definitiva, de forma a que pudessem atracar dois vapores sem dificuldades, mas que se deixasse o máximo espaço possível no terrapleno para a Alfândega. Alguns meses depois, foi noticiado que vários comerciantes pediram a construção de um cais de embarque e desembarque de passageiros e mercadorias no terrapleno, e que se construísse a estação fluvial no Cais do Sodré. Em 17 de Outubro desse ano, o Ministro das Obras Públicas, Conde de Paçô Vieira, assinou uma portaria que reservou o terrapleno da Alfândega para a estação, sendo delimitada a zona necessária para o serviço da doca, e o restante entregue à Administração dos Caminhos de Ferro do Estado. Nos finais do ano, o engenheiro Santos Viegas apresentou um ante-projecto, onde propunha uma faixa de 30 m ao longo do edifício da Alfândega e outra de 50 m no topo Oeste da doca, ficando todo o espaço restante para o serviço ferroviário. No entanto, esta proposta suscitou alguma hostilidade entre os comerciantes, que acreditavam que o espaço a ser ocupado pelos caminhos de ferro estava originalmente destinado aos hipotéticos Armazens Reais, onde teriam armazenamento gratuito, projecto que na realidade nunca existiu. Em 5 de Abril de 1905, o Conselho Superior de Obras públicas emitiu um parecer onde aprovou o ante-projecto e concordou com a área reservada, e aconselhou a realização dos estudos definitivos para o desembarcadouro flutuante e da estacada, e só depois para o projecto definitivo da estação fluvial. Estas conclusões foram ratificadas por uma portaria de 3 de Maio, que também ordenou que fossem cumpridos os termos da portaria de 1904. No entanto, por essa altura agravaram-se as vozes de protesto acerca da construção da nova gare, com a entrada da Associação Comercial de Lisboa, cuja representação foi alvo de um parecer do Conselho de Caminhos de Ferro. Em 1906, José de Fernando e Sousa, que era presidente da Associação de Engenheiros Civis, iniciou um estudo para tentar resolver a questão, tendo convidado a Associação Comercial a pronunciar-se, mas esta declinou, tendo participado apenas o empresário Alfredo da Silva, que defendeu a instalação no terrapleno. O engenheiro Santos Viegas, após uma viagem de estudo, em missão do Concelho, a vários portos na Europa, como os de Bilbau e Liverpool, apresentou o seu ante-projecto para a estação ferroviária e o desembarcadouro, obras que em conjunto eram orçadas em 180 contos.
Entretanto, a Alfândega ordenou a elaboração de um projecto para barracões no terrapleno, que serviriam de armazéns, com uma estacada à frente, contra as deliberações do governo, iniciativa que foi aclamada pela Associação Comercial. Nessa altura, subiu ao poder o conselheiro João Franco, que prometeu à Associação Comercial que a estação não seria construída, contra os esforços do Ministro das Obras Públicas, José Malheiro Reimão, que havia respondido à Associação que iria estudar o assunto e decidir o que fosse mais justo. Esta contradição paralisou o projecto durante vários anos, e provocou uma viva polémica, com Brito Camacho a defender a estação e vários jornais a atacá-la, nomeadamente O Popular, O Dia, Jornal do Comércio, e O Século. Além da Associação Comercial e da imprensa, este projecto também enfrentou a oposição do Conselho dos Monumentos Nacionais, que temia que a sua instalação deturpasse a estética do Terreiro do Paço. Em Janeiro de 1910, o ministro Manuel Moreira Júnior instituiu uma comissão, liderada pelo engenheiro Pires de Sousa Gomes e formada pelos directores da Alfândega de Lisboa e dos Serviços Fluviais, um representante da Associação Comercial, e José Fernando de Sousa. No entanto, os trabalhos tiveram de ser adiados devido ao director ter adoecido gravemente.

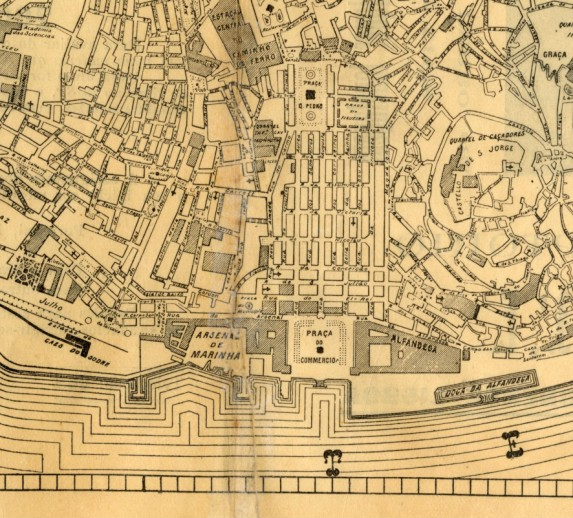
Planta do centro de Lisboa nos princípios do século XX, mostrando a Praça do Comércio e a zona em redor

##### Segunda fase: 1921-1932
Depois da acesa discussão ocorrida nos inícios do século, a questão continuou parada durante cerca de uma década, devido principalmente à indiferença dos Caminhos de Ferro do Estado pelo projecto, até que nos princípios de 1921 a Companhia dos Caminhos de Ferro Portugueses iniciara negociações com a administração do Porto de Lisboa para ampliar o estreito terrapleno junto à estação de Santa Apolónia, no âmbito das obras da terceira secção do Porto de Lisboa, de Santa Apolónia até Xabregas. Assim, a companhia iria receber os terrenos necessários junto à estação, em troca dos que ela tinha conquistado ao rio entre Alcântara e Belém. No entanto, este processo foi anulado pala mudança da administração do Porto, após os graves acontecimentos de 19 de Outubro de 1921. Também nos princípios de 1921, o periódico A Época deu larga atenção a um ante-projecto elaborado pelo engenheiro António Belo, por iniciativa da casa Burnay, para a modificação das vias de comunicação na marginal de Lisboa. Este documento preconizava a passagem do arsenal da Marinha para a margem esquerda, e a construção de uma avenida ao longo do Rio, com uma grande estação ferroviária e fluvial no terrapleno da Alfândega, com uma estacada para a atracagem de grandes paquetes. A estação teria uma organização semelhante à Gare d'Orsay, em Paris, com uma zona subterrânea destinada aos comboios, por baixo do edifício em si, em estilo pombalino. O vestíbulo da estação e os serviços correspondentes ocupariam o piso térreo, enquanto que os andares superiores albergariam um hotel. A linha férrea ligaria Santa Apolónia ao Cais do Sodré, e seria rebaixada, de forma a não causarem estorvos ao tráfego rodoviário. Um segundo edifício, de traços iguais, seria instalado em frente ao Ministério da Marinha, para os correios e telégrafos. No entanto, esta iniciativa também falhou, devido ao pouco interesse mostrado pelas autoridades, mesmo após várias rectificações, que admitiam a permanência do Arsenal na margem direita, e o parecer positivo do Conselho Superior de Obras Públicas.
Em Novembro de 1926, já tinha sido noticiada a construção da gare definitiva, e uma portaria de 10 de Dezembro nomeou uma comissão liderada pelo engenheiro Francisco Luiz Pereira de Sousa, para estudar as obras de reparação que eram necessárias na estação provisória, e estabelecer o local onde devia ser construída a definitiva. Esta comissão rejeitou a ideia de instalar a nova estação no terrapleno da Alfândega, uma vez que se previam grandes dificuldades na construção, e aconselhava a reparação e expansão do edifício provisório. Entretanto, em 11 de Março de 1927, foi assinado um contrato com a Companhia dos Caminhos de Ferro Portugueses, passando esta empresa a explorar os antigos Caminhos de Ferro do Estado, incluindo a rede do Sul e Sueste.
Em 1928, reavivou-se a ideia de construir uma nova gare fluvial do Sul e Sueste, uma vez que se previa que um grande número de turistas iria visitar a cidade no âmbito da Exposição Ibero-Americana de 1929, em Sevilha. Ao mesmo tempo, a Companhia dos Caminhos de Ferro Portugueses procurou instalar mais uma estação central em Lisboa, apontando o Campo Grande como o local mais provável para o novo terminal, mas algumas vozes dentro da organização defenderam que em vez disso devia ser aproveitado o projecto de 1921 de António Belo. Assim, numa portaria de 2 de Março de 1928, o Ministro do Comércio, Alfredo Machado e Costa, formou mais uma comissão técnica, para estudar as estações ferroviárias de Lisboa e as suas ligações aos serviços fluviais e marítimos; este assunto foi discutido por José Fernando de Sousa nos periódicos A Voz e Gazeta dos Caminhos de Ferro, e numa conferência na Associação dos Engenheiros Civis. No jornal A Voz, dissertaram sobre este assunto os engenheiros António Belo, Cid Perestrelo e Ramos Coelho, e o geólogo Pereira de Sousa, que defendeu que o solo do terrapleno era demasiado instável para a obra. Outros acreditavam que o espaço disponível era insuficiente para o projecto de António Belo, ao qual Fernando de Sousa respondeu que se podia entulhar a doca da Alfândega, e substituí-la por outras que seriam construídas como parte da terceira secção, ganhando-se assim cerca de 500m para a estação, que ficaria com um longo cais acostável. A comissão propôs quase unanimemente assim a construção da nova gare fluvial no terrapleno, e da estação ferroviária no Campo Grande ou no Areeiro. Porém, Fernando de Sousa e Lopes Galvão discordaram desta decisão, alegando que se conseguiria criar espaço suficiente para construir uma estação ferroviária e marítima no Terreiro do Paço, enquanto que os serviços fluviais podiam ser transladados para outro local, nomeadamente o topo Leste da doca de Santos-o-Velho. A decisão da maioria foi aceite pelo ministro Eduardo Aguiar de Bragança em Junho de 1928. Entretanto, o ministro José de Araújo Correia já tinha incumbido a Companhia dos Caminhos de Ferro Portugueses de organizar o projecto do edifício, que foi elaborado pelo arquitecto Cottinelli Telmo ainda nesse ano, e que foi aprovado por uma portaria de 31 de Dezembro de 1928. Devido aos problemas de estabilidade da muralha e das condições especiais naquela zona do Rio Tejo, a parte fluvial da estação, correspondente aos desembarcadouros e a sua ligação ao terrapleno, foi alvo de estudos separados. Assim, uma portaria de 28 de Junho de 1929 formou uma comissão para elaborar um projecto, no qual se conseguia fazer a amarração das pontes entre os desembarcadouros e a parte terrestre sem esforçar a muralha, tendo-se também assegurado o equilíbrio e a fixação dos desembarcadouros, e a fácil substituição dos flutuadores e das peças complementares para facilitar e tornar mais segura a atracação dos barcos.

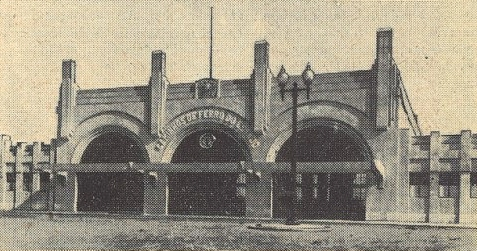
Exterior da estação, pouco tempo antes da inauguração

#### Construção e inauguração do edifício definitivo
A construção do edifício definitivo foi adjudicada à firma António Veiga e Manoel Martins d'Oliveira, tendo a obra sido dirigida pelo engenheiro Raul da Costa Couvreur que introduziu várias alterações ao projecto durante as obras, incluindo a substituição de blocos sobrepostos por cimento armado nas colunas de apoio à cobertura, dando mais solidez à estrutura do edifício; a instalação de clarabóias para melhorar a iluminação durante o dia; o envidraçamento dos alpendres nas fachadas; a construção de vários anexos à estação, destacando-se a vedação do pátio exterior de acesso, que foi projectada pelo engenheiro António Bravo de forma a condizer com o estilo daquela parte do edifício; o alargamento de uma faixa de seis metros do pátio junto ao rio; e várias pequenas modificações na decoração, na iluminação geral, nas instalações sanitárias, nos equipamentos de combate a incêndios, e no mobiliário, que foi escolhido com vista à harmonização com o conjunto arquitectónico. Raul da Costa Couvreur foi apoiado pelo seu fiscal da construção, António Duarte da Casanova. As instalações eléctricas foram projectadas pela Direcção Geral de Caminhos de Ferro, e colocadas sob a gestão do engenheiro Pereira de Moura. Quando à parte fluvial, foi adjudicada à Sociedade de Construções e Reparações Navaes, Ltd.ª por uma portaria de 16 de Abril de 1930.

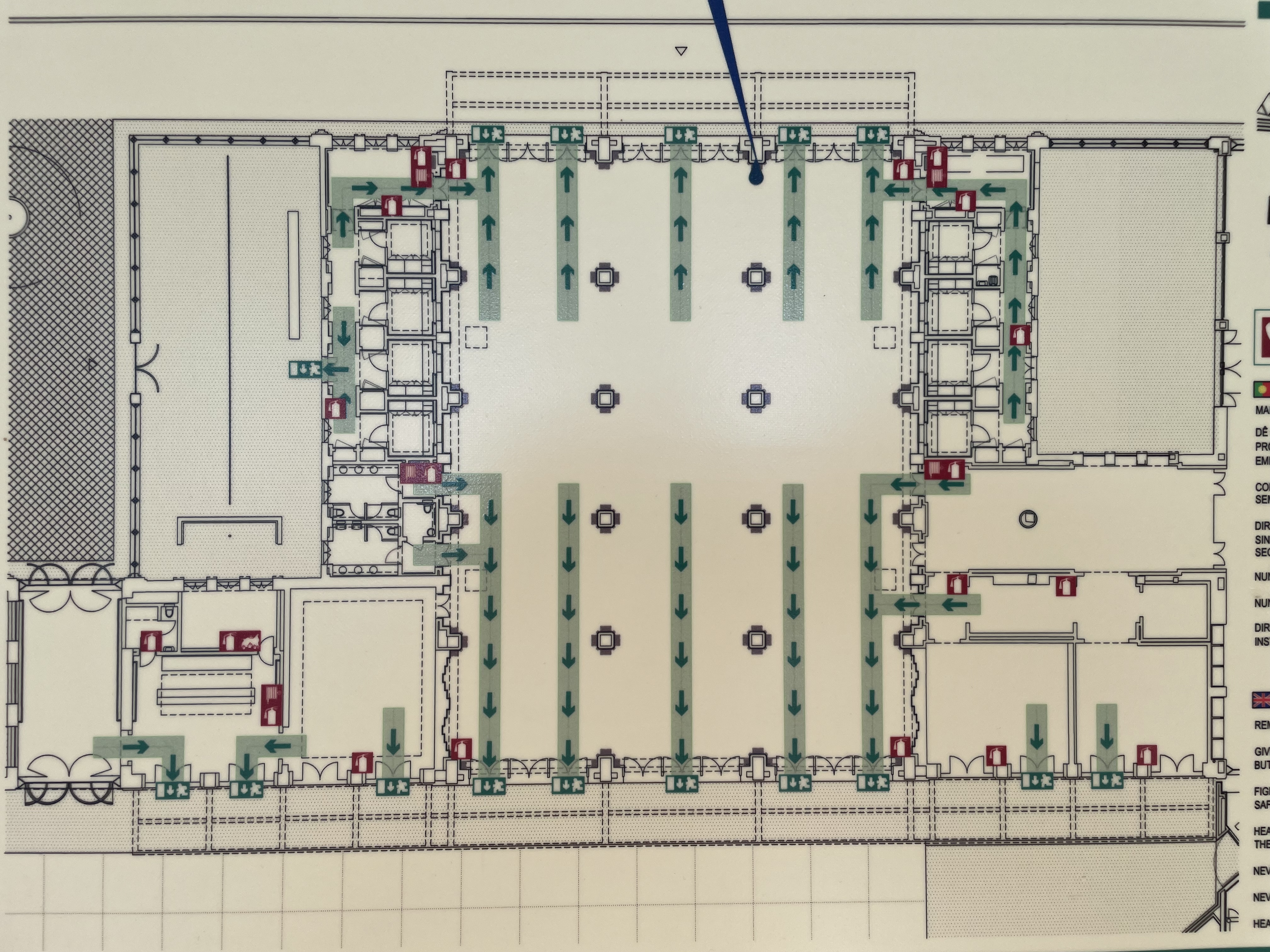
Planta do edifício, vendo-se o vasto átrio.

Em Fevereiro de 1932, já a Direcção Geral das Alfândegas tinha pedido à Administração Geral do Porto de Lisboa para ceder o seu armazém A, do entreposto central, na ala Leste do Terreiro do Paço, onde estava instalado o quartel do posto fiscal do destacamento marítimo da Alfândega, uma vez que era necessária a sua demolição, uma vez que ia entrar brevemente ao serviço a nova estação do Sul e Sueste. Nos princípios de Março, previa-se que a estação fosse inaugurada nessa altura, tendo já sido realizadas várias experiências de atracagem com o vapor Alentejo, que era um dos maiores que faziam as carreiras com o Barreiro, que foram bem sucedidas. No entanto, a estação só foi inaugurada em 28 de Maio. A cerimónia começou por volta das 11 horas da manhã, quando chegaram os primeiros convidados e a guarda de honra, formada por uma força da marinha com a sua banda de música. Depois, chegaram os ministros, e às 12 horas e 50 minutos, chegou o Chefe de Estado, Óscar Carmona. Em seguida, dirigiram-se para o interior do edifício, que tinha sido decorado com flores e outras plantas. Num estrado colocado para a ocasião, tomaram lugar o Chefe de Estado e várias altas individualidades do governo e das forças armadas. O primeiro a discursar foi o engenheiro Álvaro de Sousa Rego, falando sucessivamente o Ministro do Comércio, João Antunes Guimarães, e depois voltou a falar Álvaro de Sousa Rego, que leu o auto de posse. Em seguida, o Chefe de Estado visitou a estação, acompanhado dos membros do governo, dirigindo-se depois para as pontes acostáveis, estando acostada, na ponte n.º 1, a canhoneira Ibo. A estação esteve aberta ao público durante o resto do dia, tendo sido visitada por algumas milhares de pessoas.
A estação foi instalada no terrapleno da Alfândega, junto ao Arsenal da Marinha. Além de melhorar a qualidade do serviço prestado aos utentes, considerou-se que a nova estação também melhorou a imagem da zona ribeirinha da cidade. A construção da estação definitiva foi considerada como parte da política de desenvolvimento iniciada pelo governo após a Revolução de 28 de Maio de 1926. Em Julho, o Conselho Nacional de Turismo pediu ao Ministro das Obras Públicas para inutilizar o antigo edifício, para proceder à sua demolição. A antiga estacada permaneceu, prevendo-se que teria utilização enquanto o arsenal não fosse passado para a margem esquerda e não fosse construída a avenida marginal da Praça do Comércio ao Cais do Sodré.

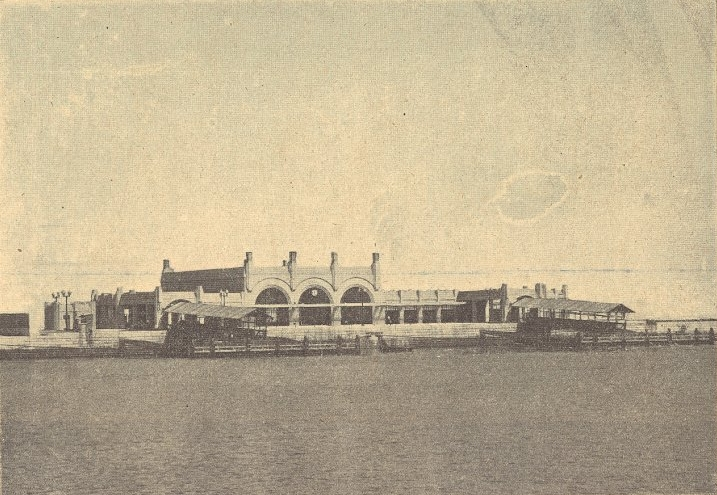
Estação do Sul e Sueste vista do Rio, nos primeiros anos

#### Expansão da estação
Em Novembro de 1933, a Comissão Administrativa do Fundo Especial de Caminhos de Ferro autorizou a compra dos equipamentos necessários para o vapor Victoria, para realizar o esgotamento dos flutuadores desta estação, e em Dezembro aprovou a instalação de divisórias em treze flutuadores dos desembarcadouros. Em 1934, a Companhia dos Caminhos de Ferro Portugueses construiu aqui um cais coberto em cimento armado, para o transporte de fruta. Um diploma do Ministério das Obras Públicas e Comunicações de 18 de Maio de 1935 aprovou o auto de recepção definitiva para uma empreitada de construção de dois desembarcadouros na nova estação, adjudicada à Sociedade de Construções e Reparações Navais. No dia 30 de Abril de 1938, o Batalhão de Sapadores de Caminhos de Ferro passou pela estação do Sul e Sueste na sua viagem até Loulé, para a festa anual de confraternização.

### Década de 1940

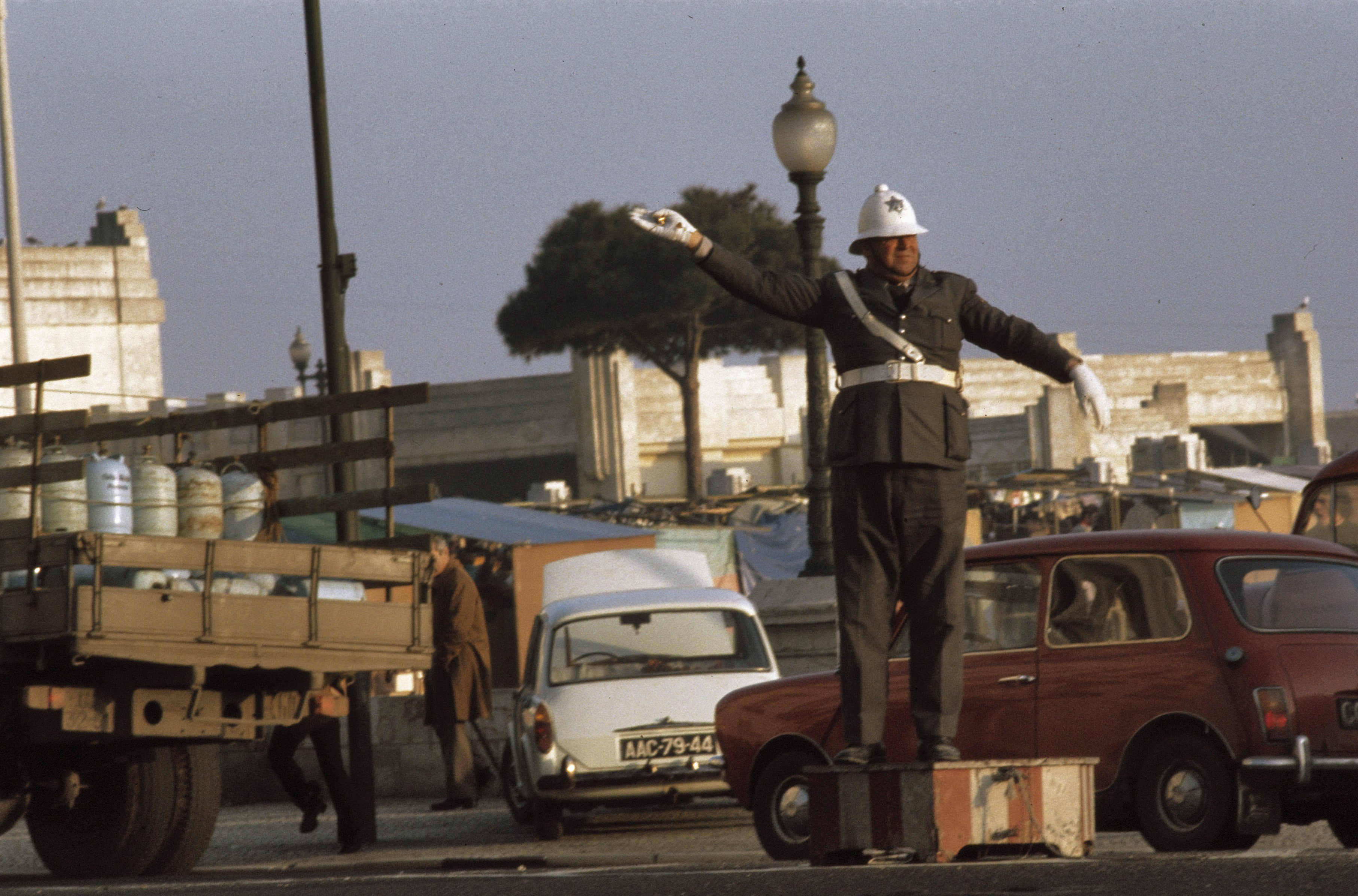
A estação em 1975, durante a crise dos retornados.

Durante a Segunda Guerra Mundial, verificou-se uma forte restrição no acesso aos combustíveis, motivo pelo qual ressurgiram alguns meios de transporte alternativos, como as carroças a tracção animal, que foram utilizados pela CP no transporte entre as habitações e as gares ferroviárias, como a estação do Sul e Sueste. No dia 2 de Junho de 1949, os participantes da reunião anual da Comissão Permanente da Associação Internacional dos Caminhos de Ferro, que nesse ano teve lugar em Lisboa, utilizaram a estação do Sul e Sueste para uma visita às oficinas do Barreiro.

### Década de 1990
No dia 29 de Maio de 1998, esta interface foi temporariamente encerrada, por causa de uma greve dos trabalhadores dos Caminhos de Ferro Portugueses.

### Século XXI
Como forma de responder ao crescimento do número de passageiros, em 2002 é proposto pelo atelier Daciano da Costa um projeto que visava a transformação e ampliação do edifício existente assim como a construção de uma ligação direta à rede do Metropolitano de Lisboa.
Em 4 de Setembro de 2011 foi aberta ao público uma nova estação, ao lado da já existente. Esta foi construída no local onde anteriormente se encontrava uma estação da Transtejo com ligação a Cacilhas (ligação essa transferida para o Cais do Sodré). Assim, todo o tráfego fluvial passou a utilizar as novas instalações, ficando as antigas encerradas. A nova estação conta com a ligação direta à estação Terreiro do Paço por meio de uma galeria subterrânea.
No dia 2 de novembro de 2012, através da Portaria n.º 640/2012, DR, 2.ª série, n.º 212, a estação tornou-se monumento de interesse público.

Em 2019, a autarquia de Lisboa iniciou um programa de requalificação da frente ribeirinha de Lisboa junto à Praça do Comércio, que incluía a construção de um novo terminal fluvial, e a requalificação da estação do Sul e Sueste, entre outras obras. Previa-se que a praça entre a estação fluvial e o Cais das Colunas fosse recuperar o traço original, sendo eliminado o aterro que tinha sido aberto aquando da construção da estação e do túnel do metropolitano, enquanto que o edifício da estação do Sul e Sueste iria regressar à sua arquitectura original de 1929, sendo ocupado por uma nova área com vários espaços comerciais e turísticos, segundo um projecto de Ana Costa. As obras iniciaram-se em Novembro desse ano, estando nessa altura prevista a sua conclusão para o segundo semestre de 2020.